# Pataj
Pataj o patach (Hebreo פַּתַח pataḥ) es un niqqud (vocal), representado por una línea horizontal « ַ » bajo una letra. En Hebreo moderno indica el fonema /a/ y tiene el mismo sonido de la «a» en el inglés moderno «cat» [kʰat̚] o en el español «mar» [mäɾ] y es transliterado como una «a».
En Hebreo moderno, el pataj representa el mismo sonido que el kamatz (o qamats) y tiene el Hataf Pataj (Pataj Reducido). El niqqud reducido (hataf) existe para kamatz, pataj y segol, que contienen una sheva al lado.

## Pronunciación
La tabla siguiente contiene la transliteración y pronunciación de los diferentes patajs en las formas históricas reconstruidas y dialectos utilizando el Alfabeto Fonético Internacional, AFI (International Phonetic Alphabet, IPA). La pronunciación AFI está encima y la transliteración está debajo. 
Las letras «Bet» (ב) y «Het» (ח) usadas en esta tabla son sólo para demostración. Cualquier letra puede ser usada.
| Símbolo | Nombre      | Pronunciación | Israelí | Ashkenazí | Sefardí | Yemenita | Tiberiana | Bíblica | Mísnica |
| ------- | ----------- | ------------- | ------- | --------- | ------- | -------- | --------- | ------- | ------- |
| בַ       | Pataj       |               | [a]     | [a]       | [a]     | ?        | [ɐ, ɐː]   | ?       | ?       |
| בַה, בַא  | Pataj Male  |               | [a]     | ?         | ?       | ?        | [ɐː]      | ?       | ?       |
| חֲ       | Hataf Pataj |               | [a]     | ?         | ?       | ?        | [ɐ̆]       | ?       | ?       |

Un pataj en una letra «ח» al final de una palabra se pronuncia antes de la letra, no detrás. Así la palabra «נֹחַ» (Noah, Noé en español) se pronuncia [no̞.ˈax]. Esto sólo ocurre al final de las palabras y con el pataj y «ח ,ע ,הּ». Este pataj a veces es llamado pataj g'nuvah o pataj «robado» (más formalmente pataj furtivo), desde que el sonido «roba» una imaginaria consonante epentética para que haya una sílaba extra.
Además, una letra con pataj o kamatz con una yod después de ella, hace que el sonido sea el de «ai» como en el inglés «fine» [fɑi̯n] o «why» [wɑi̯].

## Codificación Unicode
| Glifo | Unicode | Nombre      |
| ----- | ------- | ----------- |
| ַ      | U+05B7  | PATAH       |
| ֲ      | U+05B2  | HATEF PATAH |